# 19465 Amandarusso
19465 Amandarusso è un asteroide della fascia principale. Scoperto nel 1998, presenta un'orbita caratterizzata da un semiasse maggiore pari a 2,7484056 UA e da un'eccentricità di 0,0802830, inclinata di 3,97440° rispetto all'eclittica.